# Операция «Волшебная флейта»
Волшебная флейта (нем. Zauberflöte) — немецкая карательная операция, проводимая с 17 по 22 апреля 1943 года в Минске, целью которой являлось уничтожение подпольных партизанских организаций и отправка захваченной рабочей силы в Германию.
Разработчиком операции стал группенфюрер СС Геррет Корземан, а главным исполнителем начальник СС окуппированной Белоруссии Курт фон Готтберг.

## Предыстория
С первых месяцев оккупации Белоруссии немецкие войска столкнулись с партизанским движением и подпольными просоветскими организациями. В 1942 году немецким спецслужбам удалось ликвидировать в Минске подпольный комитет коммунистической партии, но вскоре работа тайных организаций в городе была возобновлена.
После поражения вермахта в Сталинградской битве все трудоспособные немецкие мужчины были отправлены на фронт. Для того, чтобы компенсировать недостаток рабочей силы на предприятиях в Германии, Генрих Гиммлер отдал приказ об отправке захваченного во время карательных операций населения на территорию Рейха для принудительных работ. Для достижения этой цели на апрель 1943 года был запланирован визит в Минск генерального уполномоченного по использованию рабочей силы Фрица Заукеля. Для обеспечения его безопасности и выполнения задач по вывозу бесплатных трудовых ресурсов в Германию, группенфюрер СС Геррет Корземан разработал карательную операцию, названную в честь произведения Вольфганга Моцарта «Волшебная флейта».

## Подготовка
Проведение операции доверили начальнику СС и полиции окуппированной Белоруссии Курту фон Готтбергу.
Для участия в операции в Минск были отправлены несколько соединений Вермахта, войск СС и СД, среди которых были:
- Части 141-й резервной дивизии[англ.] Вермахта
- Особый батальон СС Дирлевангера[3][10][11][2]
- 2-й полицейский полк СС[англ.][3][11]
- 1-й и 2-й батальоны 13-го полицейского полка СС[англ.][3][11]
- 1-й батальон 23-го полицейского полка СС[англ.][3][11]
- 12-я полицейская танковая рота[3][11][2]
- Полиция безопасности и СД генерального округа «Белоруссия»[3][11][2]
- Штабная рота полиции порядка Минска[3]
- 2800 человек из воинских частей минского гарнизона[3][11]
- Части железнодорожной охраны Главной железнодорожной дирекции Белоруссии[3][11]
- Части силы быстрого реагирования минского гарнизона[3]

## Ход операции
Ранним утром 17 апреля Минск был взят в плотное кольцо. Город был разбит на шесть оцепленных зон, выходы из которых контролировались СС-овцами. Отряды прочёсывали все жилые дома и руины, проверяли поезда, никого не выпускали. Отбирали — а впоследствии и забирали с собой — мужчин 14—60 лет и женщин 16—45 лет. Всех собирали на сборных пунктах, общее число — 52 тыс. чел. Затем проводились медицинские осмотры, наиболее крепких отправляли в пересылочные лагеря, оттуда в вагоны — и их вывозили на каторжные работы в Германию. Остальных передавали в местное оккупационное управление по труду для привлечения на работу в Минске и его окрестностях. За эти несколько дней в Германию на принудительные работы угнали более 700 человек. Оказывавшие сопротивление уничтожались. Всего операция длилась пять дней — до 22-го апреля. Евреи из Минского гетто доставлялись на работу и с работы под специальной охраной. О серьёзности операции говорит и тот факт, что проверке подвергались даже фольксдойче и полицаи, покидавшие город.
Из 130 тысяч жителей тогдашнего Минска было проверено 76 тысяч, задержали 52 тысячи, или больше трети жителей столицы. По версии карателей, это были те, кто не имел документов или вызывал подозрение.
Было изъято 39 винтовок, 153 противогаза, 12 фотоаппаратов, 3 рубашки, 5 брюк.